# Region (England)
| Regionen Englands |
| ----------------- |
| Karte             |

Als Region wird in England die größte regionale Gebietseinheit unterhalb der zentralstaatlichen Ebene bezeichnet.

## Funktion
Die neun englischen Regionen werden für statistische Zwecke benutzt. Bis das Vereinigte Königreich die EU verließ („Brexit“), bildeten die Regionen Wahlkreise bei der Wahl zum Europäischen Parlament. Andere Verwaltungsfunktionen besitzen die Regionen – bis auf Greater London – bereits seit 2012 nicht mehr.

## Geschichte
Seit den 1990er Jahren versuchte die Politik des Vereinigten Königreichs, die Macht der Lokalregierungen auf Regionsebene zu stärken. Dieses als devolution bezeichnete Programm führte zu gewählten Volksvertretungen in Schottland, Wales und Nordirland.
Im April 1994 richtete die britische Regierung unter John Major in England zehn Government Office Regions ein, die jeweils ein Government Office besaßen. Die 1997 ins Amt gelangte Labour-Regierung richtete außerdem in den Regionen außerhalb von London Regional Development Agencies und Regional Chambers ein.
In Greater London wurde 1998 hierzu eine Volksabstimmung abgehalten, als deren Ergebnis im Jahr 2000 die London Assembly, die  Greater London Authority und das Amt des Mayor of London eingerichtet wurden.
In North East England wurde am 4. November 2004 die Einrichtung einer direkt gewählten Regionalversammlung in einem Volksentscheid abgelehnt. Auf Abstimmungen in weiteren Regionen wurde daraufhin verzichtet.
Im Juni 2010 kündigte die Regierung von Konservativen und Liberalen die Aufhebung aller Verwaltungsfunktionen an. Daraufhin wurden 2011 die Government Offices und zum 31. März 2012 die Regional Development Agencies abgeschafft. Greater London blieb von diesen Maßnahmen unberührt.

## Liste der englischen Regionen
| Region                                                        | Lage | Zugehörige Gebiete                                        | Zugehörige Gebiete |
| Region                                                        | Lage | Countys                                                   | Unitary Authorities |
| ------------------------------------------------------------- | ---- | --------------------------------------------------------- | --- |
| East Midlands (Östliche Midlands)                             |      | Derbyshire Leicestershire Nottinghamshire Lincolnshire    | Derby Leicester North Northamptonshire Nottingham Rutland West Northamptonshire |
| East of England (Ostengland)                                  |      | Cambridgeshire Essex Hertfordshire Norfolk Suffolk        | Bedford Central Bedfordshire Luton Peterborough Southend-on-Sea Thurrock |
| North East England (Nordostengland, auch Northumbria genannt) |      | Tyne and Wear                                             | County Durham Darlington Hartlepool Middlesbrough Northumberland Redcar and Cleveland Stockton on Tees                                                                                   |
| North West England (Nordwestengland)                          |      | Greater Manchester Lancashire Merseyside                  | Blackburn with Darwen Blackpool Cheshire East Cheshire West and Chester Cumberland Halton Warrington Westmorland and Furness                                                             |
| South East England (Südostengland)                            |      | East Sussex Hampshire Kent Oxfordshire Surrey West Sussex | Bracknell Forest Brighton and Hove Buckinghamshire Isle of Wight Medway Milton Keynes Portsmouth Reading Slough Southampton West Berkshire Windsor and Maidenhead Wokingham              |
| South West England (Südwestengland)                           |      | Devon Gloucestershire                                     | Bath and North East Somerset Bournemouth, Christchurch and Poole Bristol Cornwall Dorset Isles of Scilly North Somerset Plymouth Somerset South Gloucestershire Swindon Torbay Wiltshire |
| West Midlands (Westliche Midlands)                            |      | Staffordshire Warwickshire West Midlands Worcestershire   | Herefordshire Shropshire Stoke-on-Trent Telford and Wrekin |
| Yorkshire and the Humber (Yorkshire und Humbergegend)         |      | South Yorkshire West Yorkshire                            | East Riding of Yorkshire Kingston upon Hull North Lincolnshire North East Lincolnshire North Yorkshire York                                                                              |
| Greater London (Groß-London)                                  |      | Greater London (City of London und 32 London Boroughs)    | Greater London (City of London und 32 London Boroughs) |